# إنطوائيات
الانطوائيات (الاسم العلمي: Introverta) هي أصنوفة حيوانية عليا من الحيوانات تتبع أصنوفة الانسلاخيات.

## التصنيف
- الديدان الأسطوانية